# Haroldo
Haroldo Rodrigues Magalhães Castro, detto Haroldo (Rio de Janeiro, 20 dicembre 1931 – Rio de Janeiro, 16 luglio 2010), è stato un calciatore brasiliano, di ruolo difensore.

## Caratteristiche tecniche
Giocava come difensore sinistro.

## Carriera

### Club
Haroldo esordì nel calcio professionistico con il Botafogo, nel suo stato d'origine. Dopo due stagioni con il club, passò al Vasco da Gama, partecipando alla vittoria del Campionato Carioca del 1952. Dopo aver giocato per il club dalla banda nera anche nel 1953 – giocando e vincendo il Torneio Octogonal Rivadavia Corrêa Meyer – e per parte del 1954, Haroldo si trasferì al Palmeiras, viaggiando nello stato di San Paolo. Rimase in maglia verde per un breve periodo, tornando ben presto al Vasco: fatto rientro alla sua società di partenza, il difensore vinse un'altra volta il torneo statale, nel 1956.

### Nazionale
Haroldo giocò due incontri in Nazionale brasiliana, entrambi durante il Campeonato Sudamericano de Football 1953. Esordì il 1º marzo contro la Bolivia all'Estadio Nacional di Lima, in Perù. Durante il torneo fu schierato un'altra volta il 1º aprile contro il Paraguay.

## Palmarès

### Club

#### Competizioni nazionali
- Campionato Carioca: 2

Vasco da Gama: 1956, 1958

#### Competizioni internazionali
- Torneio Octogonal Rivadavia Corrêa Meyer: 1

Vasco da Gama: 1953